# Jurij Kaszlew
Jurij Borisowicz Kaszlew (ros. Юрий Борисович Кашлев; ur. 13 kwietnia 1934, zm. 20 czerwca 2006) – radziecki i rosyjski dyplomata, ambasador w Polsce. Z pochodzenia Turkmen.

## Życiorys
W 1957 ukończył Moskiewski Państwowy Instytut Stosunków Międzynarodowych, następnie został doktorem nauk historycznych. Po ukończeniu studiów pracował w dyplomacji, m.in. w Międzynarodowej Agencji Energii Atomowej w Wiedniu w Austrii.
W 1971 roku został wydalony z Wielkiej Brytanii wraz z innymi 104 oficerami wywiadu Pierwszego Zarządu Głównego Komitetu Bezpieczeństwa Państwowego i GRU. 
Od 1997 do 2000 był rektorem MGIMO, a następnie – pierwszym prorektorem i kierownikiem katedry mass mediów w MGIMO.
W latach 1982–1986 pracował w Ministerstwie Spraw Zagranicznych ZSRR i działał w KC KPZR. W latach 1990–1996 był ambasadorem Związku Radzieckiego / Federacji Rosyjskiej w Warszawie w Polsce.
Został odznaczony m.in. Orderem Czerwonego Sztandaru Pracy, Orderem Przyjaźni Narodów i Orderem „Znak Honoru”.